# Кольцевой (хребет, Онекотан)
Кольцевой хребет — горный хребет в южной части острова Онекотан, входящем в состав островов северной группы Большой гряды Курильских островов. Длина около 24 км.
Кольцевой хребет является стенкой кальдеры стратовулкана Тао-Русыр. Стенки кальдеры замкнуты по окружности вулкана, сама кальдера заполнена водой, образуя озеро Кольцевое. Кальдера имеет крутые, а местами отвесные стенки.
В осевой части Кольцевого хребта размещаются гора Трудная, гора Кратерная, гора Ожидания и гора Пустынная. Самой высокой точкой хребта является пик, высота которой составляет 916 метров над уровнем моря.